# Mirzamys norahae
Mirzamys norahae — вид мишоподібних гризунів родини мишеві (Muridae).

## Морфологія

### Розміри
Гризун невеликого розміру, з довжиною голови й тіла між 105 і 115 мм, довжиною хвоста між 89 і 100 мм, довжиною стопи між 22 і 24 мм, довжиною вух між 11,0 і 13,2 мм; вага до 30 гр.

### Зовнішній вигляд
Шерсть довга, густа і м'яка. Загальний колір темно-коричневий, з основою волосся сріблясто-сірою. Ніс і зовнішні поверхні ніг кремові. Очі надзвичайно малі. Вуха помірних пропорцій, основи білі з коричнево-сіруватими кінцями. Хвіст коротший, ніж голова і тіло, рівномірно коричневий.

## Поширення
Цей вид відомий тільки в місті Поргера, провінція Енга, Папуа Нова Гвінея. Він живе в замшілих лісах на 2650 м над рівнем моря. Це наземний вид. Харчується комахами.